# Waimakariri
Il Waimakariri è uno dei maggiori fiumi della regione di Canterbury, in Nuova Zelanda, sulla costa orientale dell'isola meridionale. Ha un corso di 151 km prevalentemente in direzione sud-est, partendo dalle Alpi meridionali attraverso le Canterbury Plains fino all'Oceano Pacifico.
Il fiume nasce sul versante orientale delle Alpi meridionali, otto chilometri a sud-est di Arthur's Pass. Per buona parte del suo corso superiore, il fiume forma canali intrecciati, con ampi letti di ghiaia. Discendendo le montagne, viene forzato in uno stretto canyon noto come Waimakariri Gorge, prima di raggiungere le Canterbury Plains. Sfocia nell'Oceano Pacifico a nord di Christchurch, presso la cittadina di Kaiapoi.
A differenza della maggior parte dei fiumi neozelandesi, che appartengono alle terre della corona non occupate, il letto del fiume Waimakariri appartiene al Consiglio Regionale di Canterbury.

## Etimologia
L'esatta etimologia Māori del nome Waimakariri non è nota. La più comune traduzione del nome è fiume dell'acqua fredda che scorre rapida, derivante dalle parole Māori wai, cioè acqua, e makariri, cioè freddo. Tuttavia mākā e riri si possono tradurre rispettivamente essere vigoroso e essere furioso, rendendo l'esatta etimologia del nome difficile da ricostruire. Il corso d'acqua fu ribattezzato fiume Courtenay nel 1849 dall'esploratore e capo ispettore della Canterbury Association, Joseph Thomas, in onore di William Reginald Courtenay. Tuttavia, questo nome cadde presto in disuso in favore della tradizionale denominazione Māori.

## Geografia
La sorgente del fiume Waimakariri è localizzata nelle Alpi meridionali, in cima a una valle a ovest di Arthur's Pass, alimentata principalmente dallo scioglimento di nevi e ghiacci. Il fiume scorre verso sud, prima di virare a est attorno alla base del Monte Stewart. A quel punto il fiume si divide in canali intrecciati ed è raggiunto dal fiume Bealey mentre scorre attraverso ampi banchi di ghiaia.
Quando si unisce al fiume Esk, il Waimakariri è costretto a passare in una serie di strette gole e cessa di diramarsi. Continua a scorrere ai piedi delle colline delle Alpi meridionali ed è utilizzato dalla ferrovia della Midland Line come parte del proprio tragitto attraverso le montagne. Il fiume passa poi nella gola nota come Waimakariri Gorge e a quel punto torna a diramarsi.
Una volta nelle Canterbury Plains, il Waimakariri scorre in direzione sud-sud-est verso l'Oceano Pacifico. Come altri sistemi di fiumi a canali intrecciati, i canali principali si spostano frequentemente attraverso il letto principale, specialmente durante i periodi di più ampia portata idrica. Prove geologiche indicano che in passato questa mobilità era estesa a tutto il fiume, che a volte scorreva attraverso la località di Christchurch in quello che adesso è l'Avon Heathcote Estuary, e in un'altra occasione scorreva nel Lago Ellesmere, nel sud della penisola di Banks. Per proteggere Christchurch e altri insediamenti intorno al fiume, furono costruiti argini e protezioni su entrambe le sponde fin dall'insediamento dei primi Europei, datato al Canterbury Rivers Act del 1868.
Il fiume attualmente raggiunge l'Oceano Pacifico appena a nord di Christchurch, entrando nella Pegasus Bay attraverso la Brooklands Lagoon. Insieme agli altri due fiumi che sfociano nella Pegasus Bay (il Rakahuri e il Waipara), il Waimakariri è quasi interamente responsabile dei sedimenti che formano la baia e la sua pianura costiera.